# Hornnes
Hornnes är en kyrkby i Evje og Hornnes kommun i Agder fylke i södra Norge. Byn ligger vid riksväg 9, på västra sidan av älven Otra. Här finns Hornnes kyrka.
Byn utgjorde tidigare centralort i dåvarande Hornnes kommun i Aust-Agder fylke.

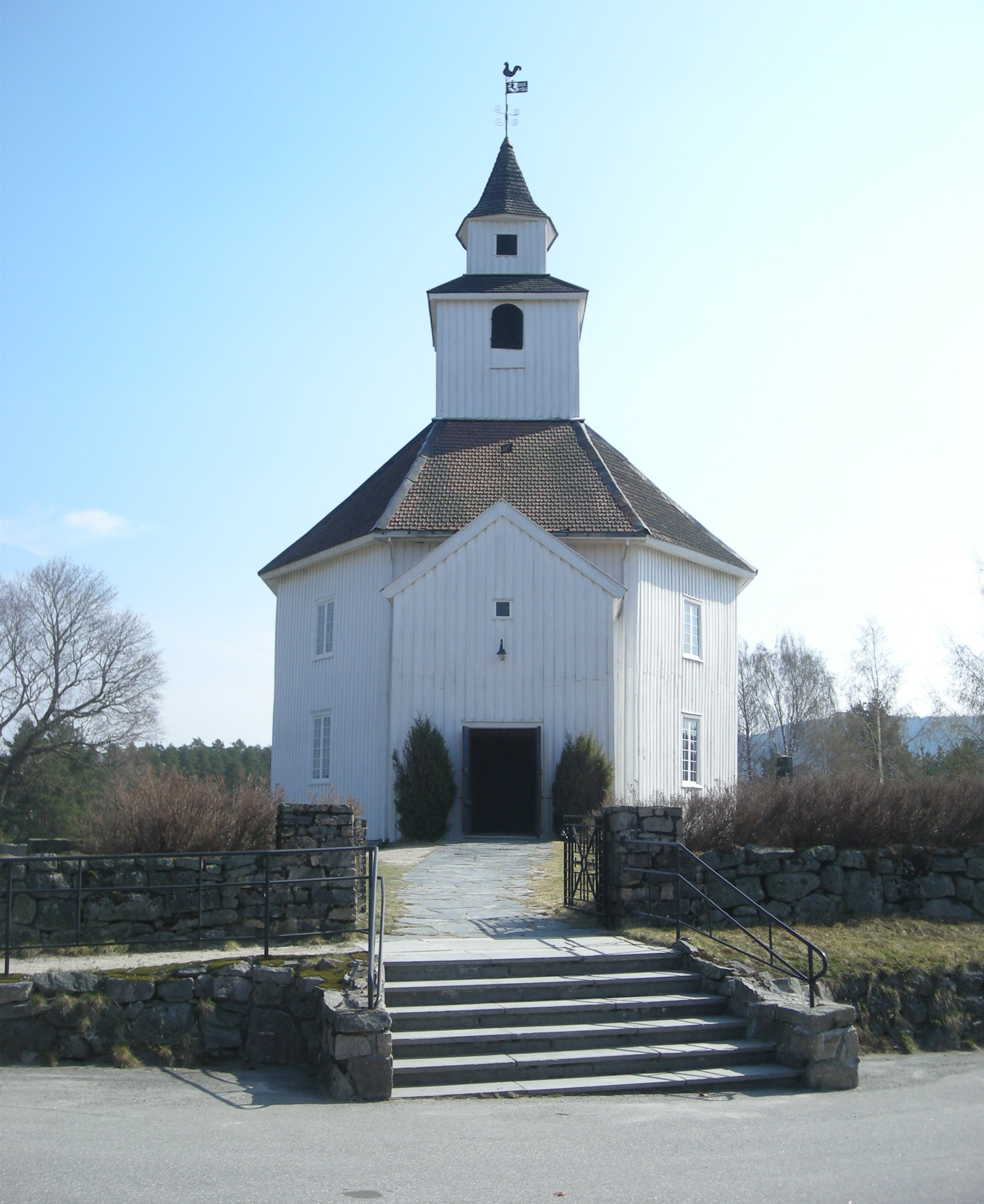
Hornnes kyrka.